# Диселенид плутония
Диселенид плутония — бинарное неорганическое соединение
плутония и селена
с формулой PuSe2,
чёрные кристаллы,
не растворяется в воде.

## Получение
- Медленное нагревание стехиометрических количеств чистых веществ[1]:

{\displaystyle {\mathsf {Pu+2Se\ {\xrightarrow {500^{o}C}}\ PuSe_{2}}}}

## Физические свойства
Диселенид плутония образует чёрные кристаллы
тетрагональной сингонии,
пространственная группа P 4/nmm,
параметры ячейки a = 0,4132 нм, c = 0,8343 нм, Z = 2
.
По другим данным
параметры ячейки a = 0,833 нм, c = 0,841 нм,
структура типа антимонида димеди Cu2Sb
.
Не растворяется в воде.

## Химические свойства
- Разлагается при нагревании с образованием соединения нестехиометрического состава PuSe2-х.